# Маргарет Майър
Маргарет Теодора Майър (на английски: Margaret Theodora Meyer), известна и като Мод Майър (Maud Meyer), е британска математичка. Тя е един от първите членове на Лондонското математическо дружество и през 1916 година е първата жена избрана за член на Кралското астрономическо дружество.

## Биография
Майър е родена през септември 1862 година в Страбан, графство Тайроун, Ирландия, в семейството на презвитерианския пастор Теодор Джона Майър и съпругата му Джейн Ан. Нейният по-голям брат, Уилям Стивънсън Майър получава титлата сър и от 1920 до смъртта си през 1922 година става първият висш комисар за Индия.
Маргарет Майър прекарва голяма част от детството си в Италия. Учи в девическото колежанско училище в Северен Лондон, а през 1879 година постъпва в Гъртън Колидж, Кеймбридж, и през 1882 година се дипломира с отличие по математика. През 1907 година получава магистърска степен от дъблинския колеж Тринити Колидж.
От 1882 до 1888 година Майър преподава в гимназията Нотинг Хил, след което получава постоянен пост като преподавател по математика в колежа Гъртън, където остава на работа през следващите 30 години. По време на Първата световна война Майър е доброволка към британската военна служба като изчислител през свободното си време. През 1918 година се отказва от работата в колежа и постъпва в британското въздушно министерство на позиция, свързана с дизайна и конструирането на летателни апарати.
Майър има задълбочени интереси в областта на астрономията, като част от нейната научна работа е свързана с математическа астрономия, но много от резултатите ѝ остават непубликувани. През 1916 година тя става първата жена, избрана за член на Кралското астрономическо дружество.

## Други интереси
Майър се занимава с дърводелство и ръководи студенти по дърводелство при изработката на дъбовата гравирана облицовка на параклиса към колежа Гъртън. Друга нейна страст е планинското катерене и тя е член, а впоследствие и председател, на Дамския алпийски клуб.

## Смърт
Маргарет Майър умира след сблъсък с автобус докато кара колело на 27 януари 1924 година. В завещанието си оставя 2000 британски лири на Гъртън Колидж в полза на обучението на студентки по математика, както и други 1000 лири и колекция от математически книги.